# Лєвачов (монітор)
«Лєвачо́в» (рос. Левачёв) — річковий монітор проєкту СБ-37 (тип «Желєзняков», також тип «Лєвачов»), броненосний артилерійський корабель прибережної дії ВМФ СРСР. Брав участь у Другій світовій війні.

## Особливості проєкту

Монітори типу «Желєзняков» на Дніпрі у Києві, 1939 рік (кадр з кінохроніки).

«Лєвачов» — один із серії з шести річкових моніторів, побудованих у 1934—1937 роках на заводі «Ленінська кузня» в Києві для Дніпровської військової флотилії. Проєкт моніторів СБ-37 був розроблений конструкторським судно-механічним бюро заводу на чолі з Олександром Байбаковим і Михайлом Бойком.

## Історія корабля
Кораблі проєкту СБ-37 отримали імена моряків-учасників громадянської війни. Ім'я «Лєвачов» отримав на честь учасника громадянської війни в Росії Лєвачова.
«Лєвачов» був закладений на київській судноверфі «Ленінська кузня» 31 липня 1934 року. Спущений на воду у 1935 році. Увійшов до бойового складу Дніпровської військової флотилії 27 жовтня 1936 року.
2 червня 1940 року корабель спустився по Дніпру з Києва до Одеси, куди після бойових навчань прибув на початку липня. 5 липня монітора включено до складу Дунайської військової флотилії. Але вже 17 липня його включили до складу Пінської військової флотилії (ПВФ) та повернули до Києва.
22 червня 1941 року, перший день німецького вторгнення, «Левачев» зустрів на полігоні біля села Кальне під Києвом. З 27 червня до 11 липня монітор виконує бойові завдання на річках Прип'ять та Птич. Там же діє і монітор «Флягін». У ці дні ПВФ розділили на окремі загони річкових кораблів (ЗРК) для дій на різних ділянках фронту. «Левачев» опинився у Дніпровському загоні для дій у районі Ржищів — Гребені.
У ніч на 3 серпня монітор разом з бронекатерами № 41 та № 42 типу Т здійснив наскок на зайняті німцями Гребені, обстрілявши село протягом 1,5 годин. Супротивник після цього залишив населений пункт. Але під час бою корабель отримав одне пряме влучання 37-мм снарядом. Екіпаж втратив 1 вбитим та 2 пораненими.
У наступні дні «Левачев» веде вогонь по ворожих цілях під Ржищевим, Ходоровим, Щучинкою, отримавши два влучення німецьких снарядів. В період 7 — 17 серпня монітор бере участь у обороні міста Черкаси.
В середині серпня супротивник вийшов безпосередньо до Дніпра та захопив Канів. Таким чином, ПВФ була вимушена провести операцію з метою прориву кораблів та суден у Київ з півдня. Дніпровський ЗРК здійснив 17 — 19 серпня 1941 року так званий Канівський прорив з району Канева до Києва. Дану операцію підтримали діями військ зв'язку та польової та далекобійної артилерії сухопутних військ, яка вела вогонь по ворожих цілях з лівого берега. Загалом прорив виявився вдалим, а втрати були мінімальними.
Сам монітор під час прориву отримав кілька влучень від ворожих мінометників, які ніяких пошкоджень не вчинили. До 20 серпня корабель знаходився на плановому ремонті у Києві, а вже через три дні прикриває дніпровські переправи, через які відступали війська 5-ї армії Південно-Західного фронту.
23 серпня піхотні частини 6-ї німецької армії захопили лівобережне село Окунінове та облаштували у ньому плацдарм. Тому 25 серпня «Левачев» підтримує вогнем атаки радянської 195-ї стрілецької дивізії на цей плацдарм. У ніч на 26 серпня монітор разом з іншими кораблями ПВФ проривався на південь до Києва, минаючи село Окунінове. Під час прориву «Лєвачов» сів на мілину, але зміг самостійно з неї знятися. Уранці 26 серпня на підході до Києва його було атаковано трьома німецькими літаками та пошкоджено. Уночі корабель привели на буксирі до Києва. Ремонт зайняв 10 діб.
У період 8 — 16 вересня «Лєвачов» підтримує вогнем піхоту 27-го стрілецького корпусу 37-ї армії Південно-Західного фронту на річці Десна неподалік сіл Пухівка — Рожни.
18 вересня, за наказом Військової Ради 37-ї армії, під час відходу радянських військ з Києва екіпаж підірвав свій монітор у протоці Десенка. 22 вересня «Лєвачов» вивели із списків кораблів ВМФ.
Після визволення Києва від німців затоплений монітор було знайдено та піднято у 1944 році. Але його не ремонтували, а здали на металобрухт.

### Командири корабля
- старший лейтенант Баст Є. З. 15.02.-29.07.1937
- старший лейтенант Макаричев С. Ф. (з 17.07.1940)